# Mula (tráfico)

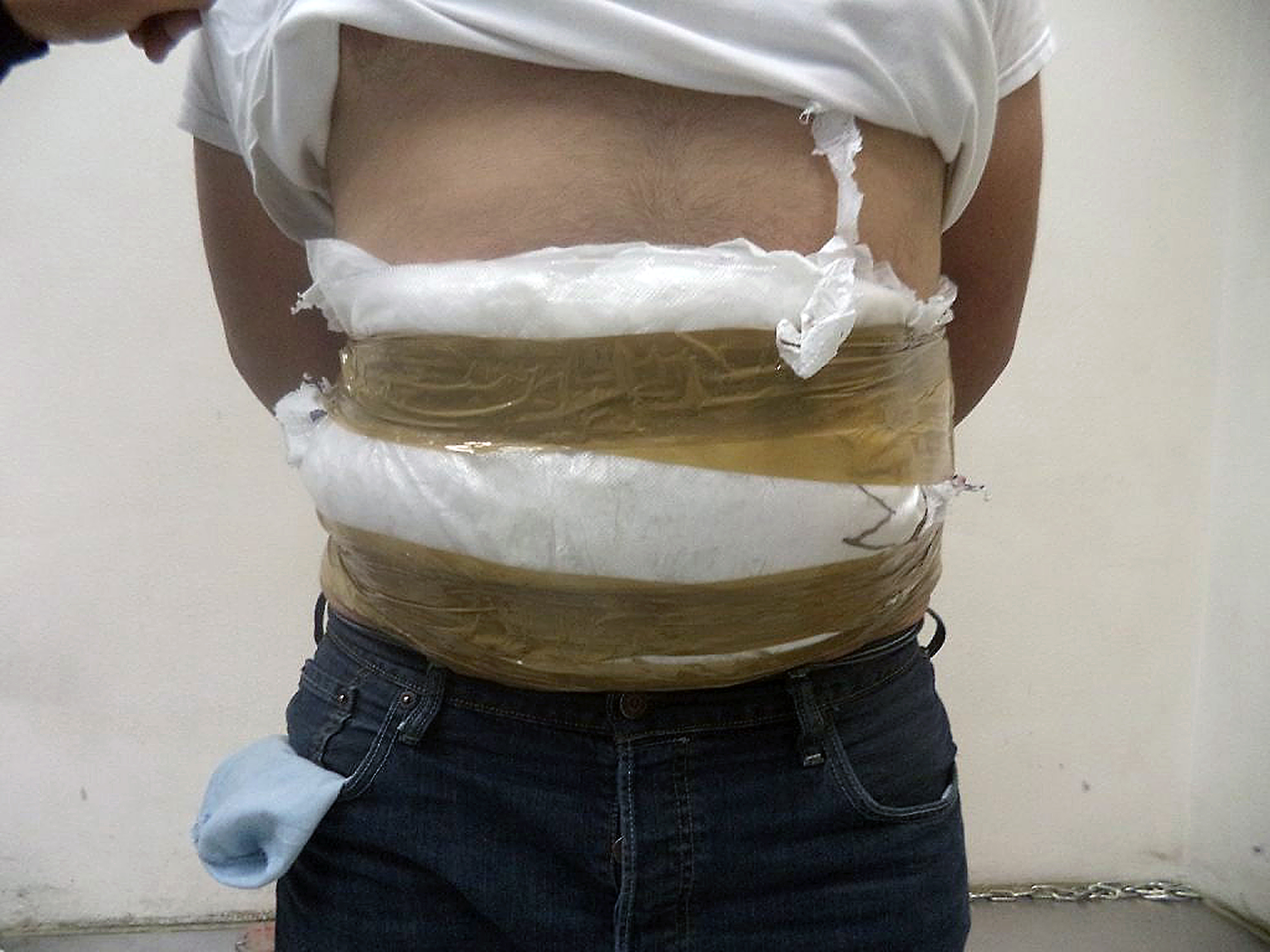

Mula é a pessoa usada por traficantes para transportar a droga ilegal por fronteiras policiadas, mediante pagamento ou coação. As mulas usam diversos artifícios para o transporte da droga, podendo ser transportado até mesmo dentro do próprio corpo em cápsulas ingeríveis especiais, o que tem causado diversos acidentes nas últimas décadas.